# 韦特施泰因广场站
韦特施泰因广场站（德語：U-Bahnhof Wettersteinplatz，谷歌地图将其译为天石广场站）是一座慕尼黑地铁1号线位于下吉兴-哈拉兴的一座车站。该车站位于慕尼黑韦特施泰因广场地下，站台位于地下18.5米深处，1997年11月8日投入运行。